# Lanca

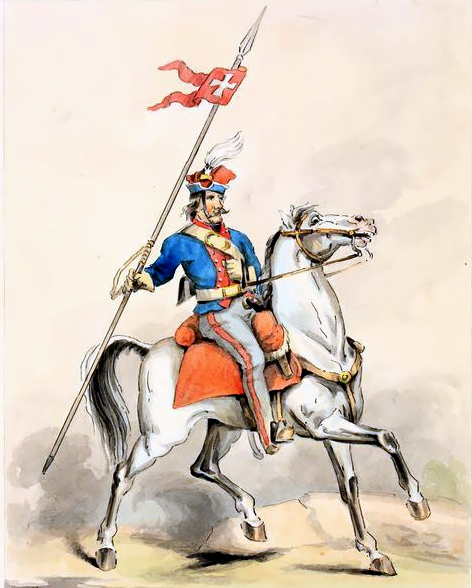
Konfederata barski uzbrojony w lancę

Lanca (z łac. lansea – włócznia) – lekka broń drzewcowa formacji kawaleryjskich: ułanów, szwoleżerów, lansjerów.

## Budowa

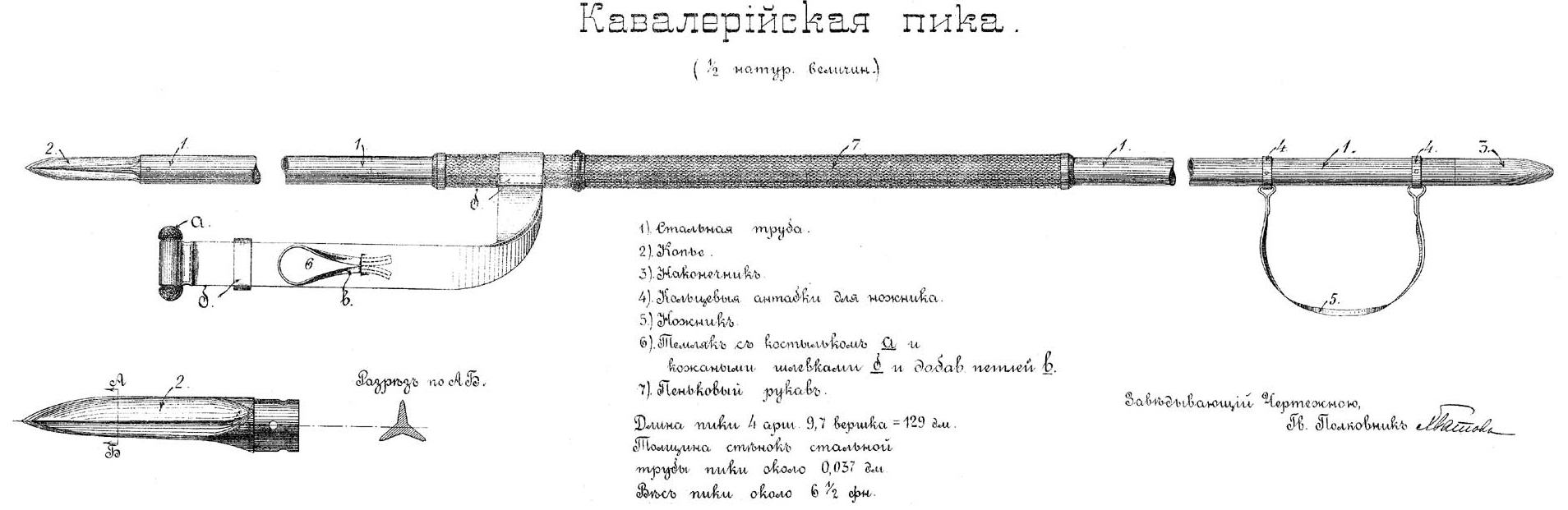
Rosyjska lanca wz. 1910

Długość ok. 2,6-2,9 m (wyjątkowo powyżej 3 m), stosunkowo lekkie drzewce zakończone wąskim grotem o długości kilkunastu-dwudziestu kilku cm, z podobnej długości lub nieco dłuższymi wąsami stanowiącymi jego przedłużenie i ochronę drzewca. Tylec zakończony okuciem i strzemiączkiem (do zaczepiania o nogę jeźdźca). Pod grotem zwykle przymocowany proporczyk. Doskonale wyważona, posiadała w środku ciężkości rękojeść oraz temblak służący zawieszaniu lancy na ramieniu i zabezpieczający przed wypuszczeniem podczas walki.
Typowa dawna lanca polska wykonana była z jesionowego drzewa impregnowanego smołą.
Jej lekkość i wyważenie umożliwiały zręcznemu i wyszkolonemu kawalerzyście niezwykle szybkie operowanie bronią (możliwe było operowanie dwoma palcami). Lanca miała uniwersalne zastosowanie, zarówno podczas przełamującej szarży, jak i w indywidualnych pojedynkach w ścisku bitewnym, we wszystkich kierunkach, praktycznie w każdych warunkach terenowych, przeciw każdemu przeciwnikowi, czy to uzbrojonemu w broń białą czy palną. Specyficzną szermierkę nazywano „sztuką robienia lancą”.
Późniejsze lance były niejednokrotnie – szczególnie w obcych armiach – wykonane z różnych materiałów, jak np. stalowe rurki czy bambus. Istniały również tendencje do zwiększania ciężaru i długości – w przekonaniu, że zabieg ten zwiększy skuteczność broni, co jak się wydaje nie było dobrym rozwiązaniem, zważywszy ze siła lancy tkwiła od początku i przede wszystkim w jej lekkości i łatwości operowania. Występowały również różne modyfikacje konstrukcyjne lanc, jak lanco-pistolety czy lance-przecinaki.
Lance w Ludowym Wojsku Polskim pochodziły z przedwojennych zasobów WP. Były to stare egzemplarze z czasów pierwszej wojny światowej, wzorowane na typie francuskim i wykonane ze stalowej rurki średnicy ok. 25 mm. Lanca składała się z trójkątnego lub czworokątnego grota stalowego o długości 13 mm, pod nim znajdował się krążek o średnicy 20 mm z otworem do przewleczenia troku proporczyka. W odległości 1500 mm poniżej krążka mieściło się jarzmo zaopatrzone w nieruchome strzemionko i kółko do skórzanego temblaka. Bezpośrednio pod jarzmem i 480 mm poniżej znajdowały się 2 krążki o średnicy ok. 30 mm. Odcinek lancy między tymi krążkami obszyty był skórą. Poniżej był odcinek długości 700 mm zakończony krążkiem o średnicy 45 mm, zwężający się ku dołowi. Na końcu mieścił się zaokrąglony tylec przeznaczony do wbijania w ziemię. Całkowita długość lancy wynosiła 2940 mm.
Nieetatowo występował też inny rodzaj krótszej lancy, wytwarzanej przez warsztaty rękodzielnicze. Sporządzone były z rurki stalowej średnicy ok. 25 mm. Lanca składała się z czworokątnego grota stalowego, pod nim mieścił się krążek o średnicy 38 mm, dalej ku dołowi znajdowały się 860 mm odcinek rurki i jarzmo: z jednej strony kształtu krążka, z drugiej zaopatrzone w strzemiączko ze sworzniem. Na sworzniu zawieszony był skórzany temblak z podwójnie złożonego brązowego rzemienia z nałożoną skuwką. Poniżej jarzma znajdował się krążek o średnicy ok. 38 mm, między jarzmem a krążkiem wykonany był uchwyt długości 320 mm. Uchwyt został obszyty brązową, gładką skórą i kończył się w sąsiedztwie jarzma i krążka paskami skórzanej plecionki. Poniżej dolnego krążka mieścił się dolny fragment o długości 910 mm, zakończony zwężonym tylcem ze stępionym ostrzem. W odległości ok. 100 mm nad tylcem znajdowała się rzemienna pętla do wprowadzenia nogi jeźdźca.

## Historia lancy w Polsce
Ewolucję tej broni można obserwować od XVI wieku, kiedy to w lżejszych formacjach kawaleryjskich zaczęły pojawiać się krótsze i lżejsze niż kopia odmiany broni drzewcowej. Taką bronią była od ok. połowy XVI w. tzw. rohatyna, długa na ok. 5 stóp, przeznaczona zarówno do pchnięcia, jak i do rzucania. W tę broń (bądź podobną, co do wymiarów i sposobu użycia) uzbrojone były początkowo roty strzelcze, a potem chorągwie kozackie.
Dalszy rozwój nastąpił w pierwszych dziesięcioleciach XVIII wieku – w czasach panowania dynastii saskiej, kiedy to lekkie formacje kawaleryjskie pochodzące z terenów Rzeczypospolitej brały udział w licznych konfliktach (III wojna północna, wojna siedmioletnia). Wtedy po raz pierwszy ich ekwipunek i sposób walki został zauważony, a następnie skopiowany przez Prusaków. Wtedy najprawdopodobniej użyto po raz pierwszy szerzej nazw 'ułani' i 'lanca', przy czym ten ostatni termin używany był przez cudzoziemców, a następnie spolszczony, podczas gdy najpopularniejszą nazwą rodzimą tej broni była wówczas dzida.
Lanca przyjęta została oficjalnie do uzbrojenia wojska Rzeczypospolitej w wyniku reform Sejmu Czteroletniego, kiedy to zlikwidowano husarię i wprowadzono Kawalerię Narodową. Z uwagi na wielki opór i kontrowersyjność tego posunięcia przyjęto specyficzny kompromis, w wyniku którego wprowadzono nową broń pod nazwą 'kopii', choć budową ani sposobem użycia nie przypominała ani kopii rycerzy średniowiecznych, ani husarskich.
Po upadku Rzeczypospolitej lanca pojawia się ponownie w Legii Nadwiślańskiej pod nazwą proporca. Formacja ta stała się podczas wojen napoleońskich wzorem dla wszystkich armii uczestniczących w konfliktach tej epoki oraz później – zarówno jeśli chodzi o samą broń, jak i umundurowanie, sposoby walki czy regulaminy.

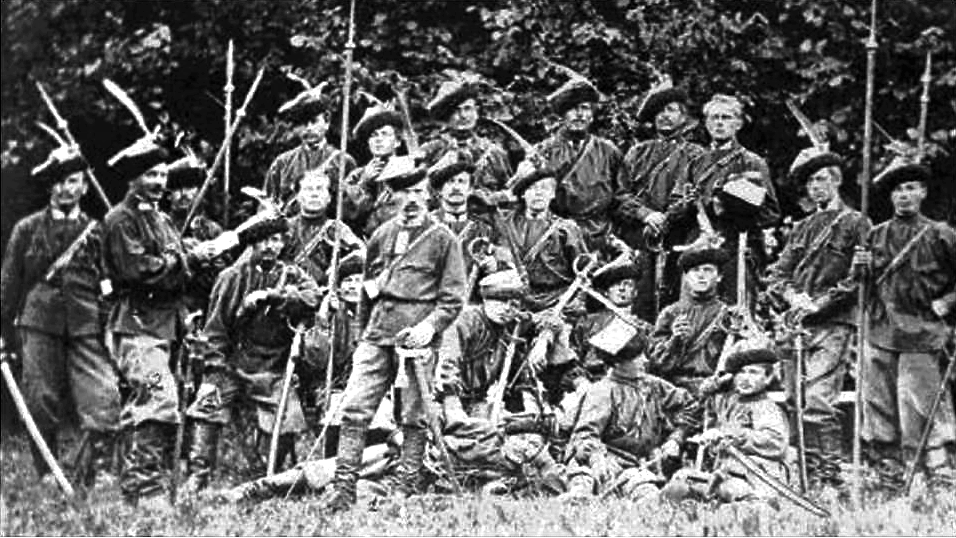
Ułani powstania styczniowego z lancami

Lance były jedną z podstawowych broni używanych przez polskich ułanów w czasie powstania styczniowego. Używane wtedy lance były kiepskiej jakości, bo jako grotów używano czasem zębów od bron. Mimo to czasem udawało się odnieść zwycięstwa, czego przykładem jest szarża pod Salichą. 

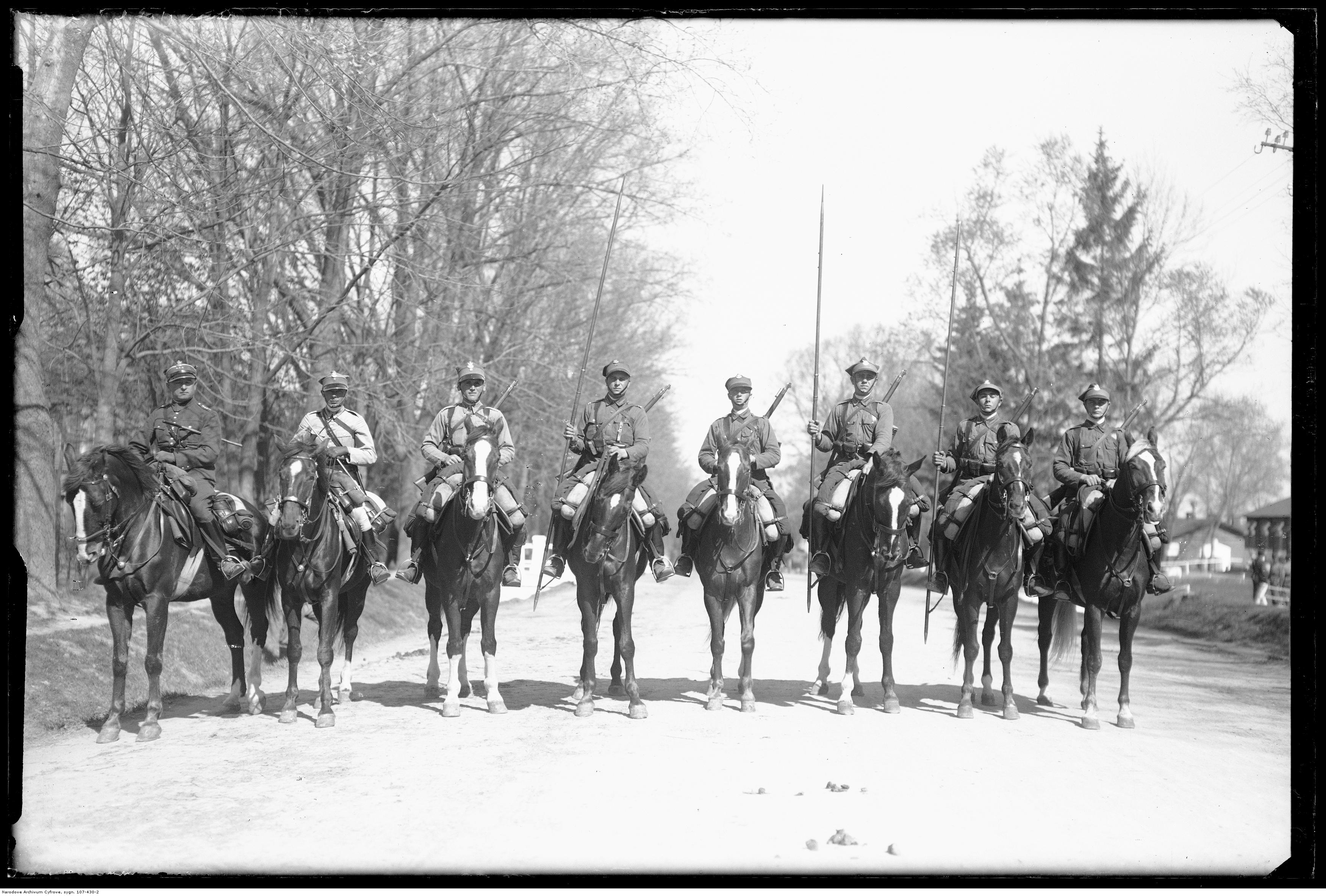
Patrol 1. Szwadronu 1 Pułku Strzelców Konnych z lancami, 1932 rok

Po odzyskaniu przez Polskę niepodległości przywrócono lancę w Wojsku Polskim. Była to broń oparta na wzorach francuskich i niemieckich (o długości odpowiednio 297 i 319 cm), o konstrukcji opartej na stalowej rurce. Z obowiązkowego wyposażenia ułanów lance wycofano już w połowie lat 30.. Wykorzystywane były przede wszystkim dla celów reprezentacyjnych. W lance wyposażeni byli kawalerzyści pierwszego szeregu każdej sekcji. Ponadto broń tę zachowano dlatego, że użycie jej w szkoleniu jeźdźca i konia było doskonałym i wszechstronnym treningiem. Podobnie jak używanie szabli do cięcia łóz, także ćwiczenie trafiania lancami do pierścienia było treningiem i sprawdzianem umiejętności jeździeckich.
Według niektórych źródeł lance były sporadycznie używane przez polską kawalerię w kampanii wrześniowej – przy czym należy zauważyć, że istnieją sprzeczne opinie co do jej użycia bojowego. Po II wojnie światowej historia lancy w formacjach bojowych zakończyła się.
W Ludowym Wojsku Polskim wykorzystywane były w 1 Samodzielnej Brygadzie Kawalerii, a potem w 1 Warszawskiej Dywizji kawalerii w czasie oficjalnych wystąpień. Po wojnie używał ich szwadron reprezentacyjny WP. Lance te pochodziły z przedwojennych zasobów WP. Były to stare egzemplarze z czasów pierwszej wojny światowej, wzorowane na typie francuskim i wykonane ze stalowej rurki średnicy ok. 25 mm. Proporczyk przywiązywano do tego typu lancy trzema trokami: trok górny na grocie tuż nad górnym pierścieniem.